# استثناگرایی

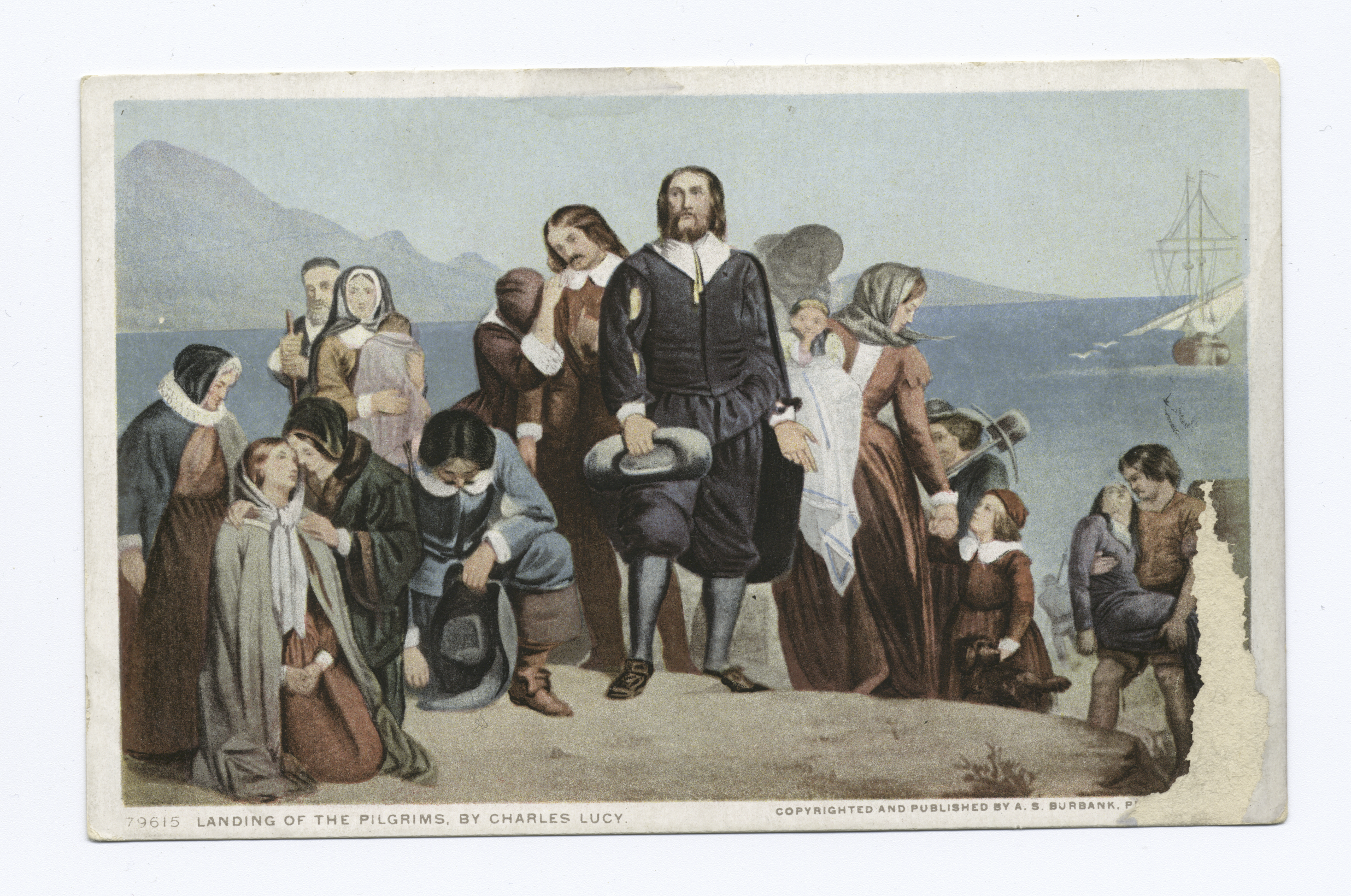
نقاشی فرود زائران، اثر چارلز لوسی (حدود 1898)

استثناگرایی این تصور یا اعتقاد است که یک گونه، کشور، جامعه، نهاد، جنبش، فرد یا دوره زمانی " استثنایی " است (یعنی غیرمعمول یا خارق‌العاده). این اصطلاح این دلالت را دارد که، چه مشخص شده باشد یا نشده باشد، چیز مورد اشاره به نوعی برتر است.
اگرچه به نظر می‌رسد این نظر در مورد یک دوره زمانی ایجاد شده‌است، اما امروز به ویژه در مورد ملل یا مناطق خاص مورد استفاده قرار می‌گیرد.
کاربردهای دیگر این اصطلاح شامل استثناگرایی پزشکی و ژنتیکی است.